# モーション・ピクチャー・アソシエーション
モーション・ピクチャー・アソシエーション・インク（英語: Motion Picture Association, Inc.、MPA）は、アメリカ合衆国のメジャー映画スタジオ5社、ミニメジャーのAmazon MGMスタジオと、動画ストリーミングサービスのNetflix、Amazon Prime Videoを代表する米国の業界団体である。1922年に アメリカ映画製作者配給者協会（Motion Picture Producers and Distributors of America、MPPDA）として設立され、1945年から2019年9月まではアメリカ映画協会（Motion Picture Association of America、MPAA）として知られていた。
当初の目的は、アメリカの映画産業の存続を確保することだった。また、MPAは映画の内容に関するガイドラインを制定し、その結果、1930年に「映画製作コード」が作成された。このコードはヘイズ・コードとも呼ばれていたが、1968年に任意の映画評価システムに置き換えられ、CARA（Classification and Rating Administration）によって管理されている。
最近では、MPAは、効果的な著作権保護の促進、海賊行為の減少、市場アクセスの拡大を目標に、映画・テレビ業界のために活動している。MPAは、ファイル共有ネットワークや海賊版サイトからのストリーミングによる著作物の共有を制限するなど、長年にわたり著作権侵害の抑制に努めてきた。元駐仏米国大使のチャールズ・リブキンが会長兼CEOを務めている。
認証マークは真円に二段で手書き風でmpaaと書かれていたが、地球のデザインの楕円の中にフィルムロールの真円を組み合わせた目のようなものである。認証を受けた映画にはエンドロールなどに認証番号とともに表示されている。ただし、映画館で上映されている作品は既にMPAAの認証を受けているため、観客が鑑賞前の判断のために確認するマークではない。また、映画を見る前のチラシやパンフレットにレーディングの表示はあるがマークの表示はない。

## 歴史
MPPDAは、アメリカ映画産業のイメージを脅かしたファッティ・アーバックル事件のようなスキャンダルにメジャー・スタジオが対応できるように組織されたものだった。また、州政府や地方政府が映画を検閲するかも知れないという危険性に対応するためでもあった。
それゆえ、（前郵政長官ウィル・ヘイズの指導下にありヘイズ・オフィスとして知られていた）MPPDAの設立は、検閲権を映画産業の下におこうとする試みだった。モラルにかかわる新たな難題とサウンドに対応して、MPPDAは、ダニエル・ロードとマーティン・クィグリーの2人のカトリック教徒の指導を受けつつ、1930年に（ヘイズ・コードとしても知られている）映画製作倫理規程を成立させた。
それにもかかわらず、あからさまな性描写が続き、カトリック矯風団（Catholic Legion of Decency）が圧力をかけた後の1934年にヘイズ・コードは義務として厳格に運用されることになった。この映画製作倫理規程委員会の委員長がカトリック教徒のジョセフ・プリーンであった（ので、プリーン・コードとも呼ばれる）。この時点で、メジャー・スタジオの映画にはすべて映画製作倫理規程の承認印が必要とされ、遵守しない場合には罰金が科せられることとなった。
MPPDAは、台本からファイナル・カットにいたる製作のあらゆる段階において、プロデューサーに何が容認可能なのかについて助言した。性や犯罪の描写に関する細かい規則が目的としていたのは、健全なイメージを維持していくことだった。
映画製作基準は、観客の減少やその他の問題に直面していたスタジオの圧力によって1956年と1966年に改正された。1966年の改正では現在の格付け諮問レイティング・システムに取って代わられ、映画製作倫理規程はその後廃止された。
映画製作倫理規程はMPPDAの仕事の中で最もよく知られた一面であるが、他にも、中央配役局（Central Casting Bureau）や、タイトルにまつわる論争を調停するタイトル登録局（Titles Registration Bureau）など、様々な職務があった。
1945年、MPPDAはアメリカ映画協会（MPAA）となり、エリック・ジョンストン会長のもとでジョンストン・オフィスとして知られるようになった。このMPAAは発足まもなく、パラマウント判決の余波（→スタジオ・システム）、観客の減少、映画製作倫理規程の成り行きによる崩壊、海外展開の必要性などの問題に直面した。海外展開への対応として1945年にアメリカ映画輸出協会（MPEA）が設立された。
1966年からリンドン・ジョンソン大統領の元補佐官であり、1966年からMPAAとMPEAの会長となったジャック・ヴァレンティは、特にハリウッドの作品を海外市場に売り込むために、映画産業と政府の間により親密な関係を作り上げた。ヴァレンティは1968年のレイティング・システムの責任者であった。
メンバーが現在のすべてのメジャー・スタジオ出身者からなるMPEAとMPAAは、アメリカ映画産業において主要な勢力であり続けている。近年はビデオやDVDの発達でますます重要になっている著作権や著作権侵害行為という問題に特に積極的に取り組んでいる。
2006年に制作されたアメリカの「ノット・レイテッド アメリカ映倫のウソを暴け!」（原題：This Film Is Not Yet Rated）というドキュメンタリー映画の中で、MPAAの極端な秘密主義が批判された。映画の中で、レーティングを行う審査員に関する一切の情報が秘匿されている点、レーティングの基準が不明瞭である点、そしてレーティングされる予定の映画と過去にレーティングされた映画との比較自体が禁止されている点などが指摘がなされた。この映画の公開後、MPAAはレーティングの審査員の情報公開を行い、過去の作品との比較を認めるようになった。なお、この映画はMPAAからNC-17（18禁）としてレーティングされたため、この映画の監督を務めたカービー・ディックはレーティングを拒否した。その結果、この映画はアメリカにある多くの映画館で上映されなかった。これは、アメリカの多くの映画館は劇場連盟に加盟しており、そこの規程で、MPAAがレーティングした映画しか上映できないからである。
2017年6月、MPAAは、6大スタジオ、Netflix、Amazonを含むエンターテインメント企業の連合体であるAlliance for Creativity and Entertainment（ACE）の立ち上げを支援した。ACEは、MPAAのリソースを活用し、調査や法的な取り組みを通じてオンライン海賊行為の削減を目指す。
2019年1月25日、映画ストリーミングサービスのNetflixがMPAAに加盟した。
2019年9月、協会は映画・テレビ・ストリーミング業界のグローバルな性質を反映してブランドを更新し、正式に1994年から国際的に使用してきた名称であるMotion Picture Association（MPA）に変更した。
2024年9月、Amazon MGMスタジオがMPAに加盟することが発表され、エンターテインメント政策グループで7番目のメンバーとなった。

## 批判
MPAAは、以下の通り批判されている。ただし、1と3の点については改善されている。
1. レーティングを行う審査員に関する一切の情報の秘匿。
2. レーティングの基準が不明瞭。
3. レーティングされる予定の映画と過去にレーティングされた映画との比較自体の禁止。
4. MPAAとアメリカ軍との繋がり[注 1]。
5. 映画のレーティングを利用した興行会社優遇政策（独立系の映画プロダクションの作品には、厳しいレーティングをする）。

## メンバー
当初のMPAA会員は、「ビッグ8」と呼ばれる映画スタジオであった。パラマウント・ピクチャーズ、フォックス・フィルム、ロウズ、ユニバーサル・ピクチャーズ、ワーナー・ブラザース、コロンビア・ピクチャーズ、ユナイテッド・アーティスツ、RKOピクチャーズである。その2年後、ロウズはメトロ・ピクチャーズ、ゴールドウィン・ピクチャーズ、ルイス・B・メイヤー・プロダクションズと合併し、メトロ・ゴールドウィン・メイヤーとなり、続いて1935年にフォックス・フィルムと20世紀ピクチャーズが合併し、20世紀フォックスとなった。
ユナイテッド・アーティスツは、1956年に視聴率問題で一時的に脱退したが、10年後に再加盟した。1966年には、アライド・アーティスツ・ピクチャーズがオリジナルメンバーに加わった。その後の10年間で、1975年にアヴコ・エンバシー、1979年にウォルト・ディズニー・スタジオがMPAAに新規加盟した。翌年、フィルムウェイズがMPAAに加盟したが、1986年にデ・ローレンティス・エンタテインメント・グループとオライオン・ピクチャーズがMPAAに加盟したことで、アヴコ・エンバシーと交代した。
1995年の時点でMPAAのメンバーは、MGM（1981年の合併後のユナイテッド・アーティスツを含む）、パラマウント・ピクチャーズ、ソニー・ピクチャーズ（1989年の買収後のコロンビアとトライスター・ピクチャーズを含む）、20世紀フォックス、ユニバーサル・スタジオ、ウォルト・ディズニー・スタジオ、ワーナー・ブラザースであった。ターナー・エンターテインメントは1995年にMPAAに加盟したが、1996年にタイム・ワーナーに買収された。その結果、20世紀フォックスを含む21世紀フォックスがディズニーに買収されるまで、MPAAの加盟企業は2019年まで変わらなかった。
Netflixは2019年1月に新規メンバーとして承認され、スタジオ以外では初、ストリーミングサービスとしては初の加盟となった。また、Netflixが加わったことで、20世紀フォックスがディズニーに買収された後も、会員数を維持することができた。MPAAは追加会員の募集を目指している。
2024年9月、Amazon MGMスタジオとPrime Videoが10月1日から7番目のメンバーとしてMPAに参加することが発表された。これは、2019年のNetflixに次いで2番目の非スタジオメンバーである。これは、ソニーが主導した買収により、2005年にMPAAのメンバーシップを失ったMGMが、現在Amazon MGMスタジオの一部門であるMGMにとって、MPAへの復帰を意味するものでもある。

## 海外

### 日本
日本では、株式会社日本国際映画著作権協会（にほんこくさいえいがちょさくけんきょうかい、通称：JIMCA）が映画の著作権などの管理を担っている。MPA加盟各社の、著作物に係わる著作権侵害行為の防止活動、著作権思想の普及を目的に、調査・警告・指導、及び広報活動のほか、警察庁生活安全局生活経済対策管理官との連絡による連携や、映画著作物、著作権、商標権、意匠権等の知的所有権侵害を管理する複数の14の各種団体より構成されている「不正商品対策協議会」と協力し、不正商品の徹底排除・撲滅に向けた活動を行っている。
既にMPAの認証を受けている映画も、日本で上映する場合は映画倫理機構の認証が必要である。また、別途、「映倫」マークが映画内に表示される。MPAのマークや認証番号は日本国内では効力は無いが、日本国際映画著作権協会がMPA加盟各社を持っているため、削除されること無く上映されている。